# Línea 134 de TMB
La línea 134 es una línea regular de autobús urbano de la ciudad de Barcelona gestionada por la empresa TMB.Esta línea (junto al 133) es el reemplazo de la antigua 11.

## Horarios
| 134                 | Primer servicio A: Fabra i Puig | Primer servicio A: Roquetes | Último servicio A: Fabra i Puig | Último servicio A: Roquetes |
| Laborables          | 05:00                           | 05:22                       | 23:00                           | 23:21                       |
| Sábados             | 06:00                           | 06:21                       | 23:00                           | 23:20                       |
| Domingos y festivos | 07:00                           | 07:20                       | 22:30                           | 22:47                       |

## Recorrido
- De Roquetes a Fabra i Puig por: Parc del Pla de Fornells, Aiguablava, Pedrosa, Nou Barris, Via Favència, Biblioteca Les Roquetes, Almansa, Joan Riera, Via Júlia, Font de Canyelles, Pg Valldaura, Escultor Ordóñez, Pg Andreu Nin, Parc Esportiu Can Dragó, Estació Fabra i Puig, Meridiana, Arnau d'Oms.

- De Fabra i Puig a Roquetes por: Fabra i Puig, Arnau d'Oms, Piferrer, Deyá, Pintor Alsamora, Av Rio de Janeiro, Cementiri de Sant Andreu, Pg Valldaura, Font de Canyelles, Artesania, Pl de la República, Góngora, Via Favència, Alcántara, Garigliano, Mina de la Ciutat, Les Torres, Parc del Pla de Fornells.

## Otros datos
| Prestación                   | Disponibilidad en la línea |
| ---------------------------- | -------------------------- |
| Adaptada a                   | Sí                         |
| TMB iBus (tiempo de espera ) | Sí                         |
| Pantallas informativas       | Sí                         |
| Línea de tránsito rápido     | No                         |
| Circula en días festivos     | Sí                         |